# Lysimachia tengyuehensis
Lysimachia tengyuehensis är en viveväxtart som beskrevs av Hand.-mazz. Lysimachia tengyuehensis ingår i släktet lysingar, och familjen viveväxter. Inga underarter finns listade i Catalogue of Life.